# Campeonato da Europa de Atletismo de 2016 - Lançamento de martelo masculino
A prova do lançamento de martelo masculino do Campeonato da Europa de Atletismo de 2016 foi disputada entre os dias 8 e 10 de julho de 2016 no Estádio Olímpico de Amsterdã em Amesterdão,  nos Países Baixos. 

## Recordes
Antes desta competição, os recordes mundiais e do campeonato nesta prova eram os seguintes:
|                       | Nome         | Nacionalidade   | Distância | Local     | Data                 |
| --------------------- | ------------ | --------------- | --------- | --------- | -------------------- |
| Recorde mundial       | Yuriy Sedykh | União Soviética | 86m74cm   | Estugarda | 30 de agosto de 1986 |
| Recorde do campeonato | Yuriy Sedykh | União Soviética | 86m74cm   | Estugarda | 30 de agosto de 1986 |
| Recorde europeu       | Yuriy Sedykh | União Soviética | 86m74cm   | Estugarda | 30 de agosto de 1986 |

## Medalhistas
| Ouro               | Prata              | Bronze                 |
| Paweł Fajdek (POL) | Ivan Tsikhan (BLR) | Wojciech Nowicki (POL) |

## Cronograma
Todos os horários são locais (UTC+2).
| Data        | Hora  | Evento       |
| ----------- | ----- | ------------ |
| 8 de julho  | 12:30 | Qualificação |
| 10 de julho | 17:10 | Final        |

## Resultados

### Qualificação
Qualificação: Desempenho de 75.00 m (Q) ou os 12 melhores qualificados (q).
| Posição | Grupo | Atleta                   | Nacionalidade | #1    | #2    | #3    | Resultados | Notas            |
| ------- | ----- | ------------------------ | ------------- | ----- | ----- | ----- | ---------- | ---------------- |
| 1       | B     | Paweł Fajdek             | Polónia       | x     | x     | 78.82 | 78.82      | Q                |
| 2       | A     | Ivan Tsikhan             | Bielorrússia  | 73.34 | 74.19 | 76.10 | 76.10      | Q                |
| 3       | A     | Wojciech Nowicki         | Polónia       | 74.33 | 75.85 |       | 75.85      | Q                |
| 4       | B     | Marcel Lomnický          | Eslováquia    | 72.97 | 74.68 | x     | 74.68      | q                |
| 5       | B     | Mihaíl Anastasakis       | Grécia        | 73.29 | 71.95 | 74.01 | 74.01      | q                |
| 6       | A     | Chris Bennett            | Grã-Bretanha  | 74.39 | 72.62 | x     | 74.39      | q                |
| 7       | B     | Serghei Marghiev         | Moldávia      | 73.95 | x     | x     | 73.95      | q                |
| 8       | B     | Özkan Baltaci            | Turquia       | 73.10 | 71.34 | 70.67 | 73.10      | q                |
| 9       | A     | David Söderberg          | Finlândia     | 72.96 | x     | 70.19 | 72.96      | q                |
| 10      | B     | Marco Lingua             | Itália        | 72.94 | x     | x     | 72.94      | q                |
| 11      | B     | Javier Cienfuegos        | Espanha       | 70.97 | 72.21 | 72.73 | 72.73      | q                |
| 12      | B     | Siarhei Kalamoyets       | Bielorrússia  | 67.36 | 69.94 | 72.55 | 72.55      | q                |
| 13      | A     | Andriy Martynyuk         | Ucrânia       | x     | 72.15 | 72.37 | 72.37      |                  |
| 14      | A     | Pavel Bareisha           | Bielorrússia  | 70.71 | 72.19 | x     | 72.19      |                  |
| 15      | B     | Mark Dry                 | Grã-Bretanha  | 71.65 | 69.59 | 71.96 | 71.96      |                  |
| 16      | A     | Eivind Henriksen         | Noruega       | 69.38 | 71.93 | 70.30 | 71.93      |                  |
| 17      | A     | Bence Pásztor            | Hungria       | 70.56 | 70.38 | 71.20 | 71.20      |                  |
| 18      | A     | Simone Falloni           | Itália        | 70.51 | 69.76 | x     | 70.51      |                  |
| 19      | A     | Lukáš Melich             | Chéquia       | 69.45 | 66.38 | 70.50 | 70.50      |                  |
| 20      | A     | Nejc Pleško              | Eslovênia     | 66.66 | 70.44 | x     | 70.44      |                  |
| 21      | B     | Ákos Hudi                | Hungria       | 69.48 | 70.37 | 69.94 | 70.37      |                  |
| 22      | B     | Constantinos Stathelakos | Chipre        | 70.20 | x     | 68.36 | 70.20      |                  |
| 23      | B     | Tuomas Seppänen          | Finlândia     | 69.76 | 69.48 | x     | 69.76      |                  |
| 24      | B     | Oleksandr Drygol         | Israel        | x     | 68.10 | 64.69 | 68.10      | Recorde nacional |
| 25      | A     | Nick Miller              | Grã-Bretanha  | 67.76 | x     | x     | 67.76      |                  |
| 26      | B     | Serhiy Reheda            | Ucrânia       | 66.72 | 65.56 | 66.36 | 66.72      |                  |
| 27      | A     | Eşref Apak               | Turquia       | x     | x     | x     | NM         |                  |
| 27      | A     | Libor Charfreitag        | Eslováquia    | x     | x     | x     | NM         |                  |

### Final
| Posição           | Atleta             | Nacionalidade | #1    | #2    | #3    | #4    | #5    | #6    | Resultados | Notas |
| ----------------- | ------------------ | ------------- | ----- | ----- | ----- | ----- | ----- | ----- | ---------- | ----- |
| Medalha de ouro   | Paweł Fajdek       | Polónia       | 80.46 | 78.85 | 79.09 | 80.37 | 80.93 | 79.69 | 80.93      |       |
| Medalha de prata  | Ivan Tsikhan       | Bielorrússia  | 76.60 | 75.16 | 76.42 | 76.18 | 75.84 | 78.84 | 78.84      |       |
| Medalha de bronze | Wojciech Nowicki   | Polónia       | 74.52 | 77.31 | 77.53 | x     | 77.43 | 76.02 | 77.53      |       |
| 4                 | Mihaíl Anastasakis | Grécia        | 75.89 | x     | x     | x     | x     | x     | 75.89      |       |
| 5                 | Marcel Lomnický    | Eslováquia    | 73.26 | 75.41 | 75.19 | 75.84 | 74.55 | x     | 75.84      |       |
| 6                 | Siarhei Kalamoyets | Bielorrússia  | 69.11 | 73.97 | x     | 74.65 | x     | 67.88 | 74.65      |       |
| 7                 | David Söderberg    | Finlândia     | 74.22 | 73.83 | 72.98 | x     | 72.01 | 73.86 | 74.22      |       |
| 8                 | Serghei Marghiev   | Moldávia      | 71.40 | 70.90 | 72.66 | 66.42 | 73.21 | x     | 73.21      |       |
| 9                 | Özkan Baltaci      | Turquia       | 68.96 | 71.35 | 69.36 |       |       |       | 71.35      |       |
| 10                | Chris Bennett      | Grã-Bretanha  | 69.85 | 70.43 | 70.93 |       |       |       | 70.93      |       |
| 11                | Marco Lingua       | Itália        | 70.00 | x     | x     |       |       |       | 70.00      |       |
| 12                | Javier Cienfuegos  | Espanha       | 68.17 | x     | x     |       |       |       | 68.17      |       |

Legenda
| Recorde mundial       | Recorde mundial (World record)               |                       | Recorde africano                      | Recorde africano (African) |                                           | Q | Classificado por posição (Qualified) |
| Recorde do campeonato | Recorde do campeonato (Championship record)  | Recorde da América    | Recorde da América (Americas)         | q                          | Classificado por melhor tempo (Qualified) |   |                                      |
| Melhor marca do ano   | Melhor marca do ano (World leading)          | Recorde asiático      | Recorde asiático (Asian)              | DNS                        | Não largou (Did not start)                |   |                                      |
| Recorde nacional      | Recorde nacional (National record)           | Recorde europeu       | Recorde europeu (European)            | DNF                        | Não terminou (Did not finish)             |   |                                      |
| Recorde pessoal       | Recorde pessoal do atleta (Personal best)    | Recorde da Oceania    | Recorde da Oceania (Oceania)          | DSQ / DQ                   | Desclassificado (Disqualified)            |   |                                      |
| Recorde da temporada  | Recorde da temporada do atleta (Season best) | Recorde sul-americano | Recorde sul-americano (South America) | NM                         | Sem marca (No mark)                       |   |                                      |